# Uriel (hudební skupina)
Šablona:Urgentně smazat
Uriel (později Arzachel) byla britská rocková skupina, založená v roce 1968. Původní sestavu skupiny tvořili: Steve Hillage (kytara, zpěv), Mont Campbell (baskytara, zpěv), Dave Stewart (varhany) a Clive Brooks (bicí). Své jediné studiové album s názvem Arzachel skupina vydala v červnu 1969. Ve stejném roce se skupina rozpadla.